# Arraitz-Orkin
Arraitz-Orkin en basque ou Arráiz-Orquin en espagnol est une commune située dans la municipalité de Ultzama de la communauté forale de Navarre, dans le Nord de l'Espagne.

## Géographie
À l'entrée est du village coule Zaldazaingo erreka (rivière Zaldazain).

## Langues
Cette commune se situe dans la zone bascophone de la Navarre dont la population totale en 2018, comprenant 64 municipalités dont Ultzama, était bilingue à 60,8 %, à cela s'ajoute 10,7 % de bilingues réceptifs. En 2011, 47,6 % de la population d'Ultzama ayant 16 ans et plus avait le basque comme langue maternelle.

## Patrimoine

### Patrimoine religieux
L'église paroissiale d'Andra Maria (Vierge Marie).